# بيدرو فلوريس (ملحن)
بيدرو فلوريس (بالإنجليزية: Pedro Flores)‏ هو ملحن أمريكي، ولد في 9 أبريل 1894 في Naguabo, Puerto Rico ‏ في الولايات المتحدة، وتوفي في 14 يوليو 1979 في سان خوان في بورتوريكو.

## وصلات خارجية
- بيدرو فلوريس على موقع IMDb (الإنجليزية)
- بيدرو فلوريس على موقع ميوزك برينز (الإنجليزية)